# Burger Quiz
Burger Quiz est un jeu télévisé inventé par Alain Chabat et Kader Aoun, diffusé sur Canal+ en clair du 27 août 2001 au 5 juillet 2002 à 20 h 5 en quotidien et du 25 avril 2018 à 2020 sur TMC en hebdomadaire en première partie de soirée. Le jeu est produit par la société de production Chez Wam, puis par la société R&G Productions et réalisée par Jérôme Revon. L'émission a principalement été présentée par Alain Chabat.
Le concept de l'émission consiste à répondre à des questions plus ou moins loufoques afin d'atteindre les 25 points, appelés Miams, avant l'équipe adverse. Les deux équipes, nommées « Ketchup » et « Mayo », sont chacune composées de deux personnalités connues et d'un candidat anonyme. L'équipe vainqueur voit le candidat anonyme répondre à l'épreuve du « Burger de la Mort », où le présentateur pose dix questions les unes après les autres et le candidat doit y répondre correctement dans l'ordre initialement posé.

## Historique du jeu

### Première saison
L'émission est d'abord présentée par Alain Chabat. À partir de son implication dans la promotion du film Astérix et Obélix : Mission Cléopâtre, l'émission est présentée tour à tour par Laurent Baffie, Anne Depétrini, Alexandre Devoise, pendant deux semaines, Gad Elmaleh, Dominique Farrugia pour une émission spécial Noël, et Kad et Olivier.
En réaction à l'éviction de Pierre Lescure, un Burger Quiz spécial « anti Jean-Marie Messier » est organisé en avril 2002 avec la participation de personnalités de Canal + dans le public.
La voix off est incarnée par Bruno Salomone.
Après une émission pour fêter le réveillon du Nouvel An le 31 décembre 2002, l'émission disparaît avant d'être rediffusée sur Comédie ! à partir de septembre 2005.

### Deuxième saison
L’émission, toujours animée par Alain Chabat, est de retour le mercredi 25 avril 2018 en prime-time sur TMC, sur une case hebdomadaire, avec trois émissions diffusées à la suite. La production est confiée à la société R&G Production et la réalisation à Jérôme Revon qui mettait déjà en image l'émission seize ans auparavant. Alain Chabat a annoncé avoir signé pour 30 à 40 épisodes et qu'il passerait la main pour la saison suivante,.
Lors de ce premier numéro, Alain Chabat révèle que les « cheesebuzzers » et la marionnette Burgy sont l'œuvre d'Alain Duverne, connu pour avoir conçu des marionnettes pour Le Bébête show, Les Minikeums ou Les Guignols de l'info.
Nouveauté de cette saison, des publicités parodiques comme à l'époque des Nuls ouvrent et ponctuent parfois les émissions.
Lors d'une émission diffusée le 13 juin 2018, l'épreuve de l'addition est remplacée par le « Triple Réflexe », les participants devaient compléter un mot en disant tous les trois en même temps le même mot, cependant devant la durée de l'épreuve, l'émission fut interrompue et la deuxième émission fut lancée après une transition parodiant la série La Quatrième Dimension, des flashback permettaient de suivre « L'Émission sans fin » et celle-ci se clôtura après la diffusion de la deuxième émission de la soirée.
En juin 2018, Alain Chabat laisse planer le doute quant au fait de continuer l'émission après 40 épisodes de la saison 2 qui devraient être tournés d'ici à septembre 2018.
Le 26 septembre, lors de l'émission spéciale télévision, un bandeau d'information annonce la liste des personnalités qui remplaceront Alain Chabat à la présentation. Sont ainsi annoncés à l'animation du jeu : Alexandre Astier, Édouard Baer, Maurice Barthélémy, Jérôme Commandeur, Gérard Darmon, Anne Depétrini, Fabrice Eboué, Marina Foïs, Mathieu Madénian, Jean-Paul Rouve et "d'autres invités surprise".
Le 3 octobre est diffusé le dernier épisode enregistré avec Alain Chabat à l'animation. Du fait de la diffusion dans un ordre différent de celui des tournages, il ne s'agit cependant pas du dernier épisode diffusé avec Chabat comme présentateur[source secondaire souhaitée].

### Troisième saison
La saison 3 de Burger Quiz débute le mercredi 28 novembre 2018 et se termina le mercredi 5 juin 2019.
Le compte Twitter de l'émission confirme le 5 novembre les futurs animateurs du jeu par le biais d'une affiche reprenant les noms dévoilés le 26 septembre (à l'exception de celui de Fabrice Eboué). Parmi les noms des futurs remplaçants se trouve également celui d'Alain Chabat qui devrait encore animer le jeu de manière occasionnelle,. Les premiers remplaçants sont Jérôme Commandeur et Gérard Darmon, puis ont été annoncés Alexandre Astier, Édouard Baer, Anne Depétrini, Maurice Barthélémy, Fabrice Eboué, Marina Foïs, Matthieu Madénian et Jean-Paul Rouve.
Du 1er au 29 mai 2019, Alain Chabat reprend chaque semaine l'animation de l'émission diffusée à 21 heures, tandis que ses remplaçants assurent celle de l'émission de 22 heures.
La saison s'achève le 5 juin 2019 par une émission de 90 minutes. Durant cet épisode, les équipes sont composées uniquement de célébrités jouant pour des membres du public tirés au sort, un premier remportant 1 000 euros après l'Addition et un second gagnant la récompense du « Burger de la Mort ». Pour cette émission rallongée, les équipes doivent atteindre 1 000 miams et se composent de 3 puis de 7 membres, la venue des invités supplémentaires provoquant alors une seconde session des « Nuggets » et du « Sel ou Poivre ». « L'Addition » reprend le principe du « Triple Réflexe », renommé « Septuple Réflexe », Alain Chabat recevant alors l'assistance d'Alexandre Astier à l'animation. Enfin, le « Burger de la Mort » est joué par les 7 membres de l'équipe gagnante devant retenir 2 réponses chacun, le « Petit Burger de la Mort » s'obtenant ainsi exceptionnellement à 7 bonnes réponses et le « Grand Burger de la Mort » à 14 bonnes réponses[réf. nécessaire].

### Quatrième saison
La saison 4 de Burger Quiz connaît un changement dans le rythme de diffusion de l'émission. Devant comprendre entre 30 et 35 épisodes, elle est diffusée par salves entrecoupées de pauses, à un rythme moins régulier que les saisons précédentes.
Les tournages des premiers épisodes ont eu lieu du 5 au 9 novembre 2019.
La saison 4 commence le 20 novembre 2019. Chaque semaine, dès 21h15, TMC propose deux inédits, le premier animé par Alain Chabat, et le second par différents animateurs à tour de rôle, parmi lesquels Jean-Paul Rouve, Gérard Darmon et Jérôme Commandeur, déjà animateurs lors de la saison 3, mais aussi Alison Wheeler et Helena Noguerra.
Nouveauté de cette saison : les invités sont à nouveau rémunérés (ils l'étaient dans la première saison sur Canal+ mais pas dans les suivantes sur TMC). C'était le sujet d'un running gag avec Marina Foïs.
Cette saison est baptisée « La Saison de trop » à la suite d'une « révolte » des invités ayant donné lieu à un numéro de comédie musicale durant le premier épisode.
Le mercredi 25 décembre 2019, jour de Noël, l'émission rebaptisée Burger Kidz accueillait des candidats âgés de 7 à 9 ans en équipe avec des personnalités habituées du jeu. Pour cette occasion, le « Burger de la Mort » ne comportait pas 10 mais 7 questions.
Dans une interview à Society, parue le 23 janvier 2020, Alain Chabat annonce qu'il reste une vingtaine d'émissions à enregistrer, pour une diffusion qui devrait s'étaler jusqu'au mois de mai ou de juin. Cette dernière salve d'épisode s'accompagne du retour des auteurs « historiques » de la saison 1 de Burger Quiz, Stéphane Ribeiro et Kader Aoun, aux côtés des nouveaux auteurs qui leur ont succédé. L'animateur annonce également que cette saison devrait être sa dernière, du fait de son souhait de consacrer son temps à d'autres projets.
Après une pause dans la diffusion, Burger Quiz est revenu pour la soirée du 12 février 2020 avant une nouvelle salve d'émissions quelques semaines plus tard, au mois de mars.
Le 25 mars 2020, l'émission accueille un nouveau présentateur en la personne de Laurent Lafitte.
Le 1er avril 2020, Alison Wheeler anime pour la première fois le jeu. Cependant, Alain Chabat annonce sur le compte Twitter de l'émission qu'il s'agit du dernier numéro enregistré, les tournages ayant été interrompus par la pandémie de Covid-19.

### Avenir de l'émission
En juin 2020, Alain Chabat propose de remporter, dans le cadre d'enchères au profit du mouvement Solidarité avec les soignants, une journée dans les coulisses de l'émission et la possibilité d'apparaître en cuisine dans un prochain numéro, suggérant de ce fait que de nouveaux épisodes doivent être enregistrés,.
Dans un entretien accordé à Puremédias en novembre 2022, Alain Chabat annonce qu'un retour de Burger Quiz n'est pas à l'ordre du jour, notamment en raison du temps nécessaire à la fabrication de l'émission.

## Concept

### Principe
Le principe consiste à répondre à diverses questions plus ou moins loufoques et parfois même déstabilisantes pour engranger suffisamment de points (appelés « miams ») pour son équipe. Dans les deux épreuves au « cheesebuzzer », si une équipe donne une mauvaise réponse, ou attend trop longtemps avant de répondre, c'est l'équipe adverse qui remporte les « miams ». Il faut, pour être le finaliste dans le « Burger de la Mort », gagner 25 « miams » en répondant aux questions des épreuves. Le « Grand Burger de la Mort » suppose quant à lui de répondre à dix questions mais seulement après que les dix questions ont été énoncées, l'animateur cherchant souvent à déstabiliser le joueur par ses commentaires, ou en faisant référence à une question déjà posée dans une des questions précédentes. Arriver à répondre uniquement aux cinq premières questions constitue le « Petit Burger de la Mort ».
Le jeu voit s'affronter deux équipes  « Ketchup » et « Mayo », chacune constituée d'un candidat et de deux célébrités invitées.
Le décor du plateau est celui d'un diner, le présentateur pose les questions près du comptoir tandis que les deux équipes sont installées face à face sur deux grandes tables.

### Épreuves

#### Nuggets
Chaque équipe répond l'une après l'autre à des questions comportant quatre propositions et une seule solution. Chaque bonne réponse rapporte 1 miam.

#### Sel ou Poivre
Les candidats doivent répondre le plus vite possible à une série de questions en piochant parmi deux choix de réponse donnés en début de manche par l'animateur,.

#### Menus
Sur une liste de trois propositions de thème, chaque équipe doit répondre à une série de questions (sans propositions) sur le thème choisi.
Le troisième menu, bien que presque jamais choisi par les candidats, est réellement rédigé par les auteurs de l'émission.

#### L'addition
Épreuve de rapidité lors de laquelle les équipes doivent buzzer pour répondre à un questionnaire comportant une contrainte jusqu'à atteindre les 25 miams. Selon l'avancement des scores, les questions peuvent valoir davantage de points,.

#### Le burger de la mort
Le candidat ayant atteint les 25 points en premier doit répondre à 10 questions dans l'ordre seulement après avoir écouté les 10 questions. Si le finaliste répond correctement et dans l'ordre à au moins 5 questions, il gagne le « Petit Burger de la Mort ». S'il parvient à donner les 10 réponses dans l'ordre, il remporte le « Grand Burger de la Mort ».

### Gains
À la fin de « L'Addition », le premier candidat à atteindre les 25 miams remporte 1 000 € avant de participer au « Burger de la Mort ». Le perdant se voit remettre un lot de consolation de nature changeante lors de la première saison (Playstation 2, lecteur DVD, etc.) avant de se composer de goodies à l'effigie de l'émission et d'un cadeau absurde (depuis la saison 2) ainsi que du jeu de société et du cahier de jeu Burger Quiz (depuis la saison 3).
Le finaliste peut ensuite remporter d'autres gains lors de l'épreuve du « Burger de la Mort ». Le cadeau accordé en cas de « Petit Burger de la Mort » change à chaque émission (console de jeu ou écran de télévision par exemple). Enfin, le « Grand Burger de la Mort » permet au candidat de gagner un voyage ou une voiture (Chrysler PT Cruiser ou Jeep Cherokee) lors de la saison 1, une Jeep Renegade lors des saisons 2 et 3, et une Toyota C-HR Hybride depuis la saison 4.

## Audiences sur TMC
L'audience du divertissement oscille au cours de la première saison entre 950 000 et 1,5 million de téléspectateurs.
Lors du lancement de la deuxième saison, l'émission est regardée par 1,9 million de téléspectateurs, pour une part d'audience de 7,7 %. Le 4 mai 2018, elle atteint 2,3 millions de téléspectateurs en audience cumulée, faisant de Burger Quiz l'émission de divertissement la plus regardée de l'histoire de la télévision numérique terrestre.

## Produits dérivés

### Jeux de société
- La boîte de jeu Burger Quiz :

Lors de la première saison, une boîte de jeu Burger Quiz est éditée par Lansay, reprenant les règles du jeu télévisé. Comprenant des cartes sur lesquelles sont inscrites les questions, le jeu se décline en deux versions : une classique, sans « cheesebuzzers » et une "de luxe" incluant deux « cheesebuzzers » et un DVD.
- La nouvelle boîte de jeu Burger Quiz :

Un nouveau jeu de société paraît en 2018, édité par Dujardin. Cette nouvelle boîte de jeu est similaire à la précédente mais inclus les cheesebuzzers. Le jeu est également offert comme lot de consolation aux candidats perdants à partir de la saison 3.
- Le Burger de la mort :

En 2020 paraît, aux éditions Michel Lafon, la boîte de jeu du « Burger de la mort ». Celle-ci reprend les règles de la manche finale de l'émission au travers de 100 cartes comportant 10 questions chacune.
- La nouvelle nouvelle boîte de jeu Burger Quiz :

Une troisième version de la boîte de jeu Burger Quiz, toujours éditée par Dujardin, sort en 2021,.

### Cahier de jeux
Un cahier de jeux Burger Quiz est publié aux éditions Michel Lafon en 2019. S'inspirant des différentes manches de l'émission, ce cahier contient des jeux tels que des mots fléchés, des sudokus ou des énigmes,.

### Jeu à gratter
Le 7 juin 2021, la Française des Jeux lance un jeu à gratter éphémère sur le thème de Burger Quiz. Les tickets, vendus au prix de 3 euros aux formats physique et virtuel, comportent 3 jeux inspirés de l'univers de l'émission.

### DVD
Un DVD best-of avait été annoncé pour une sortie en 2007, mais celle-ci n'a finalement jamais eu lieu.